# Піраміда потреб Абрагама Маслоу
Піраміда потреб по Абрагаму Маслоу — ієрархічна система потреб людини, складена американським психологом Абрагамом Маслоу (англ. Abraham Maslow).
Хоча на зображеннях теорію, зазвичай показують у вигляді піраміди, сам Маслоу ніколи не створював піраміди, яка б представляла підпорядкованість потреб.
Розташування людських потреб за значущістю, є психологічним задумом, а також знаряддям оцінки — зокрема в освіті, охороні здоров'я та соціальній роботі. Підпорядкованість залишається поширеною структурою в соціологічних дослідженнях, зокрема в підготовці менеджменту та вищій освіті.
Попри те, що ієрархія потреб Маслоу широко використовується та досліджується, їй не вистачає переконливих підтверджувальних доказів, і достовірність теорії залишається запереченою в академічних колах, наприклад критикується індивідуалізм у теорії, та відсутність врахування регіональних відмінностей у культурах і наявності ресурсів.

## Зміст теорії

Піраміда Маслоу

У 1943 р. психолог Абрахам Маслоу, досліджуючи чинники, які впливають на поведінку, розбив їх на п'ять категорій і розташував їх у визначеній ієрархії. В основі цієї ієрархії лежали найбільш насущні потреби (їжа, вода, житло), а на вершині — більш високі особистісні запити (визнання, самовираження). Коли потреби найнижчого рівня задоволені хоча б частково, людина починає рухатися до задоволення потреб іншого і не обов'язково наступного рівня ієрархії.
Усе, що необхідно для підтримки життя, — їжа, одяг, житло — об'єднується у перелік фізіологічних потреб. Перш ніж людина зможе переслідувати якісь іншу мету, їй треба задовольнити ці основні потреби. В умовах «золотого мільярда» більшість людей, що працюють і одержують зарплату, цілком спроможні задовольнити свої фізіологічні потреби, через це запити вищих рівнів стають усе значнішим спонукальним чинником. Наприклад, коли людина має достатню кількість предметів першої потреби, з її боку буде зрозумілим застрахуватися від можливих втрат. Така потреба в безпеці і подібні їй, можуть бути задоволені завдяки достатньо високій заробітній платі, що дозволяла би робити заощадження, а також через системи медичного і соціального страхування і програми пенсійного забезпечення та гарантії зайнятості.
Вище від потреби в безпеці розташоване, за Маслоу, бажання людей спілкуватися між собою, кохати та бути коханими, відчувати приналежність до колективу. Як показали дослідження Ґоторна, ці соціальні потреби можуть бути для працівників важливіші за фінансові досягнення. Люди також хочуть визнання — їм потрібне відчуття цінності своєї особистості як невід'ємної частини єдиного цілого. Вони потребують поваги, заснованої на досягненнях у змаганні з іншими людьми. Всі ці бажання тісно пов'язані зі статусністю особи, що означає «вагу» або «важливість» людини в очах оточення. Можливість задоволення таких потреб може бути потужним заохоченням.
Маслоу визначив потребу в самовираженні як «бажання стати більшим, ніж ти є, стати всім, на що ти спроможний». Ця потреба найвищого порядку, і задовольнити її складніше за все. Люди, що досягають цього рівня, працюють не просто заради грошей або заради справляння враження на інших, але тому, що усвідомлюють значущість своєї роботи і відчувають задоволення від самого її процесу.
Ієрархія Маслоу — дуже зручний засіб класифікації людських потреб, проте було би помилкою сприймати її як якусь жорстку схему. Зовсім не обов'язково, щоби потреби кожного рівня були цілком задоволені (а іноді це і неможливо), перед тим, як у людини з'являться більш «високі» спонуки. Насправді кожної певної миті, людиною рухає цілий набір потреб.

## Піраміда потреб Маслоу
Маслоу, створюючи у 1940-х рр. свою теорію мотивацій, намагався пояснити, чому в різний час у людей виникають різні потреби. Він вважав, що потреби людини мають підпорядковану структуру з 5-и рівнів.
У кожну певну мить часу людина буде прагнути до задоволення тієї потреби, що для неї є важливішою або найбільш бажаною.
- Фізіологічні потреби (потреби найнижчого рівня) є необхідними для виживання. Вони охоплюють потребу в їжі, воді, захисті, відпочинку, сексуальні потреби.
- Потреби в безпеці стосуються потреб в захисті від фізичних і психологічних небезпек з боку навколишнього світу і впевненість у тому, що фізіологічні потреби будуть задовольнятися в майбутньому (покупка страхового поліса або пошук надійної роботи з гарними сподіваннями на пенсію).
- Соціальні потреби (потреби в приналежності, дружбі, любові) передбачають відчуття приналежності до чого-небудь або кого-небудь, підтримки.
- Потреби в поважанні — маються на увазі потреби в особистих досягненнях, компетентності, повазі з боку оточення, визнанні.
- Потреби в самовираженні, самореалізації — потреби у здійсненні своїх потенційних можливостей та зростанні як особистості, творчість, моральність, бажання вирішувати проблеми.

Спочатку люди прагнуть задовольнити потреби нижчого рівня, потім можуть думати про задоволення наступної за важливістю потреби. Основна вада теорії Маслоу зводиться до того, що їй не вдалося врахувати індивідуальні відмінності людей. Виходячи з минулого досвіду, одна людина може бути найбільше зацікавлена у самовираженні, натомість поведінка іншої буде передусім визначатися потребою у визнанні чи соціальними потребами.
Маслоу вважає, що психічні (фізіологічні) потреби середнього громадянина задовольняються на 85 %, екзистенційні — на 70, соціальні — на 50, престижні — на 40, самовираження — на 10 %. Статистика говорить, що тільки один-два відсотки людей прагне до вершини піраміди А. Маслоу.

##### Розширена версія потреб Маслоу
Варто відзначити, що п'ятирівнева ієрархія потреб Маслоу була розширена ним у 1970 році. Абрагам Маслоу додав ще 3 потреби, які зайняли шосте, сьоме та восьме місце. До розширених потреб увійшли:
- Пізнавальні потреби (шостий рівень) — необхідність в знаннях, допитливості, дослідженнях.
- Естетичні потреби (сьомий рівень) — потреба в цінуванні та пошуку краси, балансу, форми тощо.
- Трансцендентні потреби (восьмий рівень) — потреба вийти за межі свого фізичного «я» в пошуках сенсу життя.[10]